# Break, pànic a les altures
Break, pànic a les altures (títol original en rus, Отрыв) és una pel·lícula de thriller rus de 2018 dirigit per Tigrana Saakiana. S'ha doblat i subtitulat al català.
La pel·lícula es va estrenar el 12 de febrer de 2019 al cinema Oktiabr de Moscou. El llançament de la versió àmplia va tenir lloc el 14 de febrer de 2019. El primer cap de setmana de projecció, la pel·lícula va recaptar 7,5 milions de rubles.
La crítica a la pel·lícula consisteix en acusacions de plagi, ja que la trama de la pel·lícula és similar a la del thriller estatunidenc Frozen, dirigit per Adam Green el 2010.